# Tummeliten (tidning)
Tummeliten var en svensk jultidning för barn som gavs ut av Svensk läraretidnings förlag årligen mellan 1895 och 1934 med undantag för åren 1916, 1921 och 1922.